# Ракоши, Дьюла
Дьюла Ракоши (венг. Rákosi Gyula; род. 9 октября 1938, Будапешт) — венгерский футболист, игравший на позиции полузащитника. По завершении игровой карьеры — тренер.
Известен выступлениями за клуб «Ференцварош», а также национальную сборную Венгрии.
Четырёхкратный чемпион Венгрии. Обладатель Кубка ярмарок.

## Клубная карьера
Воспитанник клуба «Ференцварош». Во взрослом футболе дебютировал в 1957 году выступлениями за клуб «Ференцварош», цвета которого и защищал на протяжении всей своей карьеры, длившейся шестнадцать лет. В период с 1957 по 1962 год четыре раза становился победителем венгерского чемпионата и дважды обладателем Кубка Венгрии. В составе «Ференцвароша» в 1965 году стал победителем Кубка ярмарок, а в 1968 году — его финалистом, а в 1972 году дошёл с клубом до полуфинала Кубка УЕФА. Большую часть времени, проведённого в составе «Ференцвароша», был основным игроком атакующей звена команды.
7 июня 1975 года сыграл прощальный матч. В течение карьеры сыграл в 512 матчах, из которых 332 — в чемпионате, 168 — международных и 22 — в национальном кубке. Отличился 116-ю голами (63 — в чемпионате, 53 — в других турнирах).

## Выступления за сборную
В 1960 году дебютировал в официальных матчах в составе национальной сборной Венгрии. В течение карьеры в национальной команде, которая длилась 9 лет, провёл в форме сборной страны 41 матч, забив 4 гола.
В составе сборной был участником футбольного турнира на Олимпийских играх 1960 года в Риме, на котором команда завоевала бронзовые награды, чемпионата мира 1962 года в Чили, чемпионата Европы 1964 года в Испании, на котором команда завоевала бронзовые награды, чемпионата мира 1966 года в Англии.

## Карьера тренера
С 1973 года работал в тренерском штабе «Ференцвароша», тренировал молодёжную команду клуба. Начал самостоятельную тренерскую карьеру в 1980 году, возглавив тренерский штаб клуба «Кечкемет», в котором проработал до 1982 года. Работал в Кувейте с 1982 года возглавлял «Аль-Насср». С 1982 по 1988 год работал ассистентом главного тренера, а в 1988—1990 годах возглавлял «Ференцварош». На посту главного тренера клуба провёл два сезона. Затем работал тренером в сборной Венгрии, а с 1977 по 1980 год возглавлял молодежную сборную Венгрии. Также в период с 1986 по 1988 год тренировал женскую сборную Венгрии.
В дальнейшем возглавлял команду клуба «Татабанья».
По состоянию на 2020 год, последним местом тренерской работы был клуб «III. Керюлети», главным тренером которого Дьюла Ракоши был 1992 года.

## Титулы и достижения

### Клубные
- Чемпион Венгрии («Ференцварош»):
  - Чемпион (4): 1962/63, 1964, 1967, 1968
  - Серебряный призёр (5): 1960, 1965, 1966, 1970 (весна), 1971
  - Бронзовый призёр (4): 1958, 1962, 1963 (осень), 1969

- Кубок Венгрии
  - Обладатель (2): 1958, 1972
  - Финалист (1): 1966

- Обладатель Кубок ярмарок («Ференцварош»):
  - Финалист (3): 1964/65

### В сборной
- Олимпийский футбольный турнир
  - Бронзовый призёр (1): 1960

- Чемпионат Европы
  - Бронзовый призёр (1): 1964